# Nickerson (Nebraska)
Nickerson è un comune degli Stati Uniti d'America, situato nello Stato del Nebraska, nella contea di Dodge.